# Вортвил (Кентаки)
Вортвил (енгл. Worthville) град је у америчкој савезној држави Кентаки.

## Демографија
По попису из 2010. године број становника је 185, што је 30 (-14,0%) становника мање него 2000. године.
| Група             | 2000.       | 2010.       |
| Белци             | 213 (99,1%) | 174 (94,1%) |
| Афроамериканци    | 1 (0,5%)    | 3 (1,6%)    |
| Азијати           | 0 (0,0%)    | 0 (0,0%)    |
| Хиспаноамериканци | 0 (0,0%)    | 0 (0,0%)    |
| Укупно            | 215         | 185         |